# Sanita Pavļuta-Deslandes
Sanita Pavļuta-Deslandes (ur. 1972) – łotewska urzędnik państwowa i dyplomatka, była ambasador w Królestwie Niderlandów i we Francji. Od 2023 ambasador przy Organizacji Narodów Zjednoczonych. 

## Życiorys
W 1995 ukończyła studia w Łotewskiej Akademii Kultury, następnie zaś w 1998 w paryskim Instytucie Nauk Politycznych. Od 1995 pracuje w Ministerstwie Spraw Zagranicznych Łotwy, pełniła funkcję doradcy premiera Kalvitisa ds. Unii Europejskiej (2005–2007). Była również doradczynią w Ministerstwie Oświaty i Nauki (2006). W wyborach w 2006 bez powodzenia ubiegała się o mandat posłanki z listy Partii Ludowej.
W latach 2008–2010 pełniła misję ambasador w Królestwie Niderlandów, zaś w 2010 została wyznaczona na ambasadora we Francji oraz przy Międzynarodowej Organizacji Frankofonii. Misję swą pełniła do 2016.
W 2023 została ambasadorką Łotwy przy Organizacji Narodów Zjednoczonych.
Jest siostrą Danielsa Pavļutsa.